# Turbina idraulica

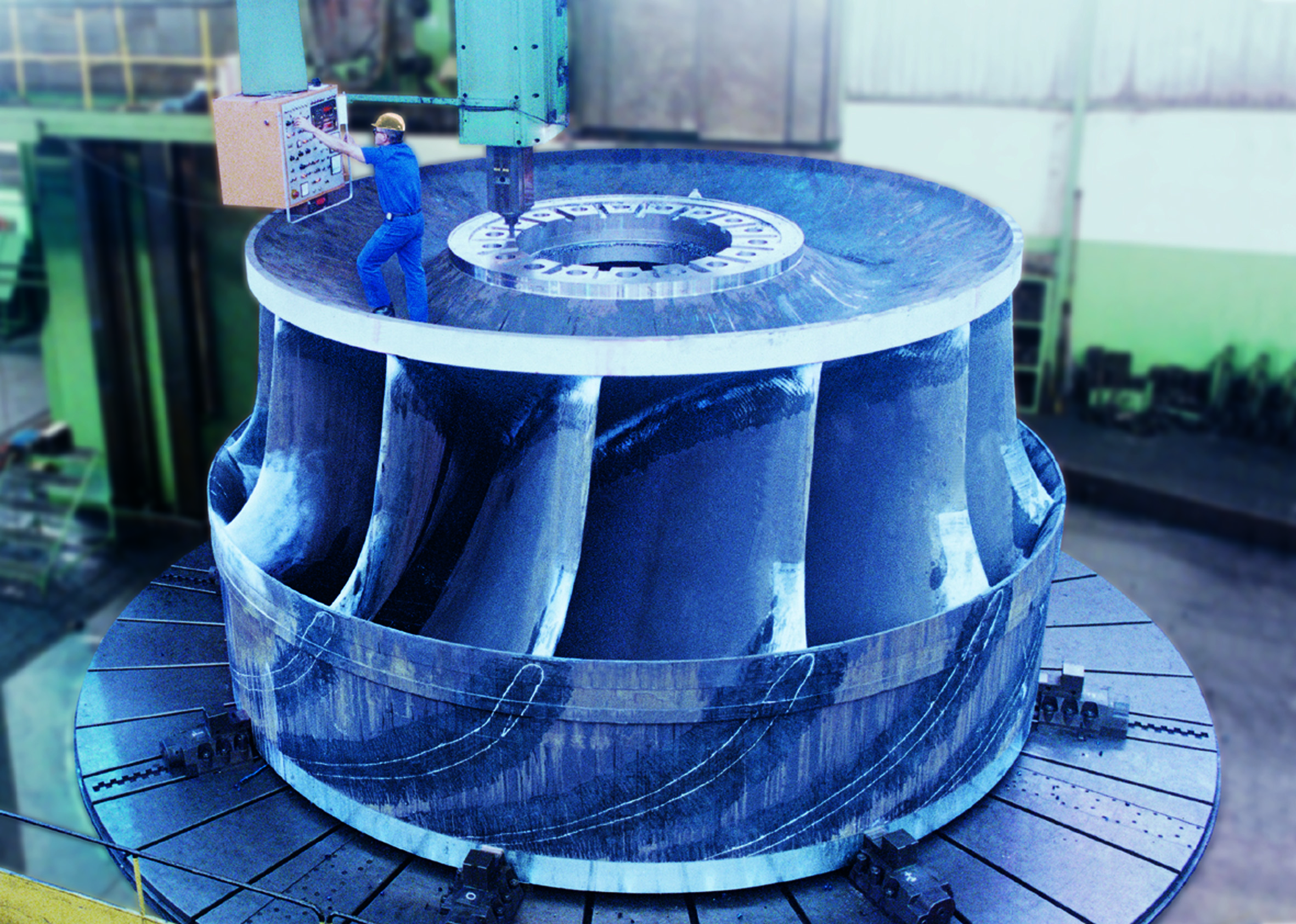
Lavorazione di una turbina idroelettrica, di tipo 'Francis', in un'azienda tedesca

La turbina idraulica è un dispositivo meccanico, in acciaio o ghisa (o più raramente alluminio, per i modelli più piccoli) atto a trasformare l'energia cinetica e/o di pressione di un liquido in energia meccanica disponibile ad un albero atto ad azionare un ulteriore dispositivo quale, ad esempio, un generatore elettrico. Il loro rendimento è elevato, spesso sopra il 90% per questo sono molto apprezzate, anche se la loro installazione richiede diverse infrastrutture.

## Storia
Le prime turbine idrauliche furono le ruote idrauliche, divenute di grande uso a partire dal XVII secolo in concomitanza del passaggio dalla fase artigianale a quella industriale della produzione. Le ruote idrauliche, tuttavia, essendo basate quasi esclusivamente sullo sfruttamento dell'energia potenziale attraverso il peso dell'acqua non potevano fornire grandi potenze a causa della bassa altezza di caduta dell'acqua (qualche metro) e delle limitate dimensioni delle camere (portate di qualche metro cubo al secondo). Oggigiorno, invece, le ruote idrauliche rappresentano una valida tecnologia nel campo del micro idroelettrico. Un passo decisivo, che costituisce la nascita delle turbine moderne, fu lo sfruttamento dell'energia cinetica, realizzato con la turbina Pelton (XIX secolo), in cui opportuni sistemi rendono l'acqua in ingresso alla turbina a velocità elevate in modo da sfruttare, in termini di quantità di moto, la velocità di ingresso piuttosto che la portata. Tuttavia, per ottenere le velocità desiderate, vi era la necessità di disporre di prevalenze, o altezze di caduta molto rilevanti, cosa spesso difficile data la configurazione dei siti, e che obbligava alla costruzione di bacini artificiali alquanto costosi. Verso l'inizio del XX secolo si svilupparono così turbine per basse altezze di caduta, la turbina Francis, adatte sia a bacini a bassa altitudine che all'installazione in corsi d'acqua, previa costruzione di sbarramenti di (relativamente) pochi metri d'altezza, contro le decine o centinaia necessari per le Pelton. Si svilupparono infine le turbine di tipo Kaplan, adatte a altezze di pochissimi metri (2-3), sostanzialmente delle eliche intubate.
Nel 1870 l'accoppiamento della dinamo alla turbina idraulica diede avvio alla produzione commerciale di energia elettrica.
Oggi le ruote idrauliche sono ancora diffuse soprattutto in zone rurali e montane, con potenze prodotte di qualche decina di kW per impianto. Le turbine idrauliche sono usate nella grande maggioranza dei casi per la produzione (tramite generatori azionati dalle turbine stesse) di energia elettrica su grande scala. I tipi Pelton, Francis e Kaplan costituiscono la maggioranza delle installazioni, ciascuno secondo le proprie caratteristiche di esercizio.

## Principio di funzionamento
Le turbine idrauliche sono inserite in un impianto che prevede un serbatoio di monte e uno di valle di solito a pressione atmosferica. Esse sfruttano la caduta disponibile che è pari alla differenza dei carichi ottenuti sommando il dislivello geodetico z2-z1, le altezze piezometriche e quelle cinetiche. Dal momento che nei due serbatoi l'energia cinetica è nulla e la pressione la stessa, la caduta disponibile è praticamente uguale al dislivello geodetico o anche l'altezza a cui è posto il serbatoio di monte (misurata rispetto al serbatoio di valle). Indicando la caduta disponibile con Hd si ha che Hd=z2-z1=h. Non tutta la caduta disponibile è però utilizzabile dalla turbina, dal momento che sono presenti delle perdite di carico nella condotta: se indichiamo con Hw le perdite espresse in m indichiamo con caduta utile la differenza tra Hd e Hw, quindi Hu = Hd-Y. Essa può essere espressa in funzione della sola Hd attraverso il rendimento della condotta pari al rapporto tra la caduta utile e quella disponibile. Definendo inoltre il rendimento idraulico della turbina (che tiene conto delle perdite di natura fluidodinamica), il rendimento volumetrico (dal momento che non tutta la portata G agisce sulle pale per via delle fughe attraverso i giochi), il rendimento meccanico (che tiene conto delle perdite di natura meccanica che inevitabilmente provocano la dissipazione di potenza) possiamo scrivere che la potenza utile (indicata con Pu) è uguale a: Pu= ug*G*g*Hd, dove ug è il rendimento globale dell'impianto pari al prodotto tra il rendimento della condotta e quello della turbina (a sua volta il prodotto del rendimento meccanico, idraulico e volumetrico). In parole povere servono a produrre energia cinetica per poi trasformarla tramite alternatori in energia elettrica.

## Tipi

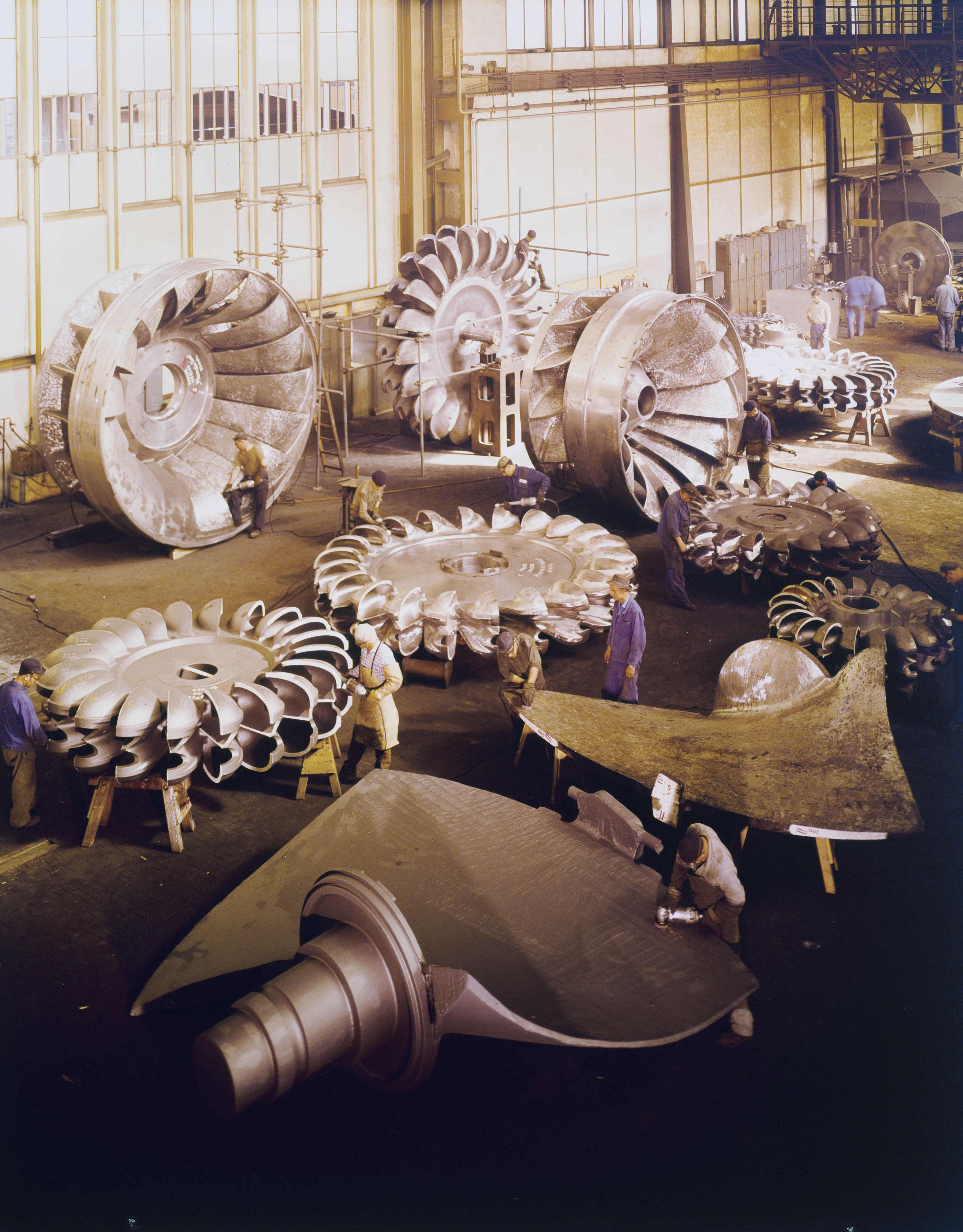
Tre tipi di turbine: Kaplan (davanti), Pelton (centro) e Francis (indietro a sinistra)

I principali tipi di turbine idrauliche oggi impiegate sono:
- Turbina Pelton
- Turbina Francis
- Turbina Kaplan
- Turbina a bulbo
- Turbina Banki
- Turbina Turgo